# Agalliini
Los agaliínos (Agalliini) son una tribu de insectos hemípteros auquenorrincos de la familia Cicadellidae. Incluye los siguientes géneros.

## Géneros
- Agallia Curtis, 1833
- Anaceratagallia Zachvatkin, 1943
- Austroagallia Evans, 1935
- Dryodurgades Zachvatkin, 1946
- Leopallia Gnezdilov, 2002